# Wolves (Kanye West)
"Wolves" is een nummer van de Amerikaanse rapper Kanye West, samen met Sia en Vic Mensa. Het is geproduceerd door Cashmere Cat en Sinjin Hawke en wordt het eerste nummer van zijn aankomende zevende album So Help Me God. West liet het nummer op 12 februari 2015 voor het eerst horen tijdens de modeshow, waar hij ook zijn nieuwe Adidas schoen onthulde. "Wolves" werd het tweede bevestigde nummer van zijn album. 